# Pentcho Zlatev
Pentcho Ivanov Zlatev (Bulgare : Петър Иванов Златев) (2 novembre 1881 à Elena (Bulgarie) – 24 juillet 1948 à Sofia) est un général et un homme politique bulgare de l’entre-deux-guerres.

## Biographie
Lieutenant-Général de la cavalerie, Zlatev est un membre actif de la Ligue Militaire, une organisation de droite proche du Zveno. Après le coup d’État du 19 mai 1934, qui installe au pouvoir un régime autoritaire, Zlatev devient Ministre de la Défense dans le cabinet Georgiev.
Cependant, le nouveau régime, dirigé par les colonels Kimon Georgiev et Damian Velchev, aspire à la république. Zlatev, monarchiste dévoué, décide donc le 22 janvier 1935 d’orchestrer un coutre-coup d’État contre le régime « républicain ». Zlatev est nommé Premier ministre à titre provisoire, le temps que les événements se stabilisent. Puis, le 21 avril 1935, il est démis de ses fonctions par Boris III qui le juge trop proche de la « Ligue militaire ». 
S'ouvre alors une ère de monarchie absolue.